# Eclissi solare del 26 febbraio 1979
L'eclissi solare del 26 febbraio 1979, di tipo totale, è un evento astronomico che ha avuto luogo il suddetto giorno attorno alle ore 16:56 UTC. La durata della fase massima dell'eclissi è stata di 2 minuti e 49 secondi e l'ombra lunare sulla superficie terrestre raggiunse una larghezza di 298 km ed Il punto di massima totalità si è avuto in Canada tra le località Pauingassi e Pikangikum.
L'evento del 26 febbraio 1979 è stata la prima eclissi solare nel 1979 e la 180ª nel XX secolo. La precedente eclissi solare ebbe luogo il 2 ottobre 1978, la seguente il 22 agosto 1979.
L'eclissi solare totale è passata attraverso gli Stati Uniti, il Canada e la Groenlandia, mentre l'eclissi solare parziale ha coperto la maggior parte del Nord America e alcune aree circostanti.

## Percorso e visibilità
L'eclissi è iniziata all'alba locale sulla superficie dell'Oceano Pacifico nord orientale, a circa 790 chilometri a sud-ovest delle Isole Regina Carlotta, in Canada. A seguire l'ombra lunare si è spostata verso sud-est ed ha toccato il territorio americano sulla costa all'incrocio tra Oregon e stato di Washington e gradualmente si è spostata verso nord-est, entrando in Canada nella provincia dell'Ontario; qui ha raggiunto il momento di massima eclissi nel distretto di Kenora. Successivamente, l'Umbra ha attraversato obliquamente la baia di Hudson, la penisola settentrionale del Labrador, il meridione dell'isola di Baffin e altre piccole isole. Ha proseguito in Groenlandia, nei territori del Regno di Danimarca ed ha tramontato nell'attuale Parco nazionale della Groenlandia nord orientale.

## Osservazioni a fini scientifici
Questa è stata l'ultima eclissi solare totale visibile sul continente nordamericano prima del 21 agosto 2017; l'11 luglio 1991 un'eclissi ha coinvolto solo parzialmente alcune aree delle Hawaii). Nella città di Portland, in Oregon, in quanto coinvolta dalla fase di totalità, a causa della presenza in cielo di nuvole dense furono approntati dei voli charter per vedere l'eclissi in volo. Le nuvole hanno coperto la maggior parte dei due stati dell'Oregon e di Washington, oltre a parte del Montana occidentale. Nel Nord Dakota e in altri luoghi, le osservazioni sono state effettuate con successo. Jay Pasachoff, astronomo americano, ha guidato un gruppo di osservazione del Williams College nella provincia canadese di Manitoba, per effettuare proficue osservazioni.

## Eclissi correlate

Animazione del percorso dell'eclissi

### Eclissi solari 1979 - 1982
Questa eclissi è un membro di una serie semestrale. Un'eclissi in una serie semestrale di eclissi solari si ripete approssimativamente ogni 177 giorni e 4 ore (un semestre) in nodi alternati dell'orbita della Luna.

### Ciclo di Saros 120
Questa eclissi fa parte del ciclo di Saros 120, che si ripete ogni 18 anni, 11 giorni, contenente 71 eventi. La serie iniziò con un'eclissi solare parziale il 27 maggio 933 d.C. e comprese anche un'eclissi anulare l'11 agosto 1059. L'eclissi ibrida si manifestò per tre date: dall'8 maggio 1510 al 29 maggio 1546; inoltre comprende eclissi totali dall'8 giugno 1564 fino al 30 marzo 2033. La serie termina al membro 71 con un'eclissi parziale il 7 luglio 2195. La durata più lunga di una totale nel ciclo è stata di 2 minuti e 50 secondi il 9 marzo 1997. Tutte le eclissi di questa serie si verificano nel nodo discendente della Luna.

## L'eclissi nella letteratura
- La scrittrice americana Annie Dillard ha visto l'eclissi dalla Yakima Valley, nel centro dello Stato di Washington. Ha descritto le sue impressioni sull'eclissi in un saggio, "Total Eclipse", pubblicato prima sulla rivista Antaeus e poi nella sua raccolta, Teaching a Stone to Talk (1982). Successivamente il saggio è stato selezionato per essere incluso in The Best American Essays of the [20th] Century (2000).[8] Dillard descrive un'esperienza emotiva quasi travolgente, come suggerito in una sua citazione: "I pray you will never see anything more awful in the sky" (Prego che non vedrai mai niente di più orribile nel cielo). Descrivendo le reazioni di altri spettatori, racconta "Ho sentito delle urla".
- L'eclissi del 1979 viene menzionata anche nelle pagine di apertura del romanzo Generation X di Douglas Coupland.